# (100253) 1994 SB2
(100253) 1994 SB2 es un asteroide perteneciente al cinturón de asteroides, descubierto el 27 de septiembre de 1994 por el equipo del Spacewatch desde el Observatorio Nacional de Kitt Peak, Arizona, Estados Unidos.

## Designación y nombre
Designado provisionalmente como 1994 SB2.

## Características orbitales
1994 SB2 está situado a una distancia media del Sol de 3,110 ua, pudiendo alejarse hasta 3,857 ua y acercarse hasta 2,363 ua. Su excentricidad es 0,240 y la inclinación orbital 2,318 grados. Emplea 2004 días en completar una órbita alrededor del Sol.

## Características físicas
La magnitud absoluta de 1994 SB2 es 15,5. Tiene 3,365 km de diámetro y su albedo se estima en 0,108.